# Tharra insoluta
Tharra insoluta är en insektsart som beskrevs av Nielson 1975. Tharra insoluta ingår i släktet Tharra och familjen dvärgstritar. Inga underarter finns listade i Catalogue of Life.